# Charles Jude
Pour les articles homonymes, voir Jude.
Charles Jude est un danseur français né à Mỹ Tho (quelques mois avant la disparition de l'Indochine française) le 25 juillet 1953.

## Biographie
Charles Jude est né d'un père français, magistrat, et d'une mère sino-vietnamienne.
Après des études au conservatoire de Nice, il entre au Ballet de l'Opéra de Paris en 1972 et est révélé deux ans plus tard par Rudolf Noureev. Il est nommé étoile en 1977.
Interprète remarqué dans L'Après-midi d'un faune de Vaslav Nijinski dans les années 1970, il brille dans les grands ballets de Noureev, de Balanchine, de Lifar et de Béjart.
En 1996, jusqu'à 2017,  il prend la direction du ballet de l'Opéra National de Bordeaux. Eric Quilléré, lui aussi ancien danseur de l'Opéra de Paris, lui succède dans cette fonction.
Il a une sœur, Marie-Josèphe Jude, qui est pianiste, ainsi qu’un demi-frère Gilles Bauche, directeur exécutif au FMI, qui est également auteur et écrivain, Tout savoir sur Internet[réf. nécessaire].